# Otto Rehhagel
Otto Rehhagel (n. 9 august 1938, Essen, Germania Nazistă) este un antrenor german de fotbal, fost fotbalist. Alături de Helmut Schön, Ottmar Hitzfeld, Udo Lattek și Hennes Weisweiler, este considerat unul dintre cei mai de succes antrenori ai Germaniei. Ca fotbalist, a jucat pe postul de fundaș central, adunând 201 meciuri în Bundesliga. Ca antrenor, a cunoscut cele mai mari succese la Werder Bremen, cu care a câștigat două titluri de campion al Germaniei și Cupa Cupelor, iar alături de echipa națională a Greciei a devenit campion european în 2004.

## Palmares
Fortuna Düsseldorf
- DFB-Pokal: 1979–80

Werder Bremen
- Bundesliga: 1987–88, 1992–93
- DFB-Pokal: 1990–91, 1993–94
- DFL-Supercup: 1988, 1993, 1994
- Cupa Cupelor UEFA: 1991–92

1. FC Kaiserslautern
- Bundesliga: 1997–98
- 2. Bundesliga: 1996–97

Grecia
- Campionatul European de Fotbal: 2004

Individual
- Titlul Bundesverdienstkreuz (2005)
- "Grecul Anului" (2004), primul străin care a primit acest premiu.
- Premiul Laureus alături de echipa națională a Greciei (2005)

## Statistici carieră
La 15 mai 2012.
| Echipa               | Început           | Sfârșit           | Record | Record | Record | Record | Record | Record | Record | Record |
| Echipa               | Început           | Sfârșit           | G      | W      | D      | L      | GF     | GA     | GD     | Win %  |
| -------------------- | ----------------- | ----------------- | ------ | ------ | ------ | ------ | ------ | ------ | ------ | ------ |
| 1. FC Saarbrücken    | 1 iulie 1972      | 30 iunie 1973     | 30     | 7      | 10     | 13     | 37     | 49     | −12    | 23,33  |
| Kickers Offenbach    | 2 April 1974      | 9 December 1975   | 60     | 23     | 10     | 27     | 102    | 117    | −15    | 38,33  |
| Werder Bremen        | 29 February 1976  | 30 iunie 1976     | 13     | 4      | 5      | 4      | 14     | 16     | −2     | 30,77  |
| Borussia Dortmund    | 1 iulie 1976      | 30 April 1978     | 74     | 29     | 16     | 29     | 153    | 141    | +12    | 39,19  |
| Arminia Bielefeld    | 10 octombrie 1978 | 11 octombrie 1979 | 37     | 15     | 9      | 13     | 62     | 48     | +14    | 40,54  |
| Fortuna Düsseldorf   | 12 octombrie 1979 | 5 December 1980   | 53     | 26     | 9      | 18     | 106    | 93     | +13    | 49,06  |
| Werder Bremen        | 2 April 1981      | 30 iunie 1995     | 630    | 333    | 160    | 137    | 1.227  | 737    | +490   | 52,86  |
| Bayern München       | 1 iulie 1995      | 27 April 1996     | 42     | 27     | 5      | 10     | 87     | 49     | +38    | 64,29  |
| 1. FC Kaiserslautern | 20 iulie 1996     | 1 octombrie 2000  | 174    | 87     | 38     | 49     | 300    | 227    | +73    | 50     |
| Grecia               | 9 august 2001     | 30 iunie 2010     | 106    | 52     | 22     | 32     | 137    | 115    | +22    | 49,06  |
| Hertha BSC           | 19 February 2012  | 30 iunie 2012     | 14     | 3      | 3      | 8      | 16     | 31     | −15    | 21,43  |
| Total                | Total             | Total             | 1.225  | 606    | 278    | 341    | 2.243  | 1.626  | +617   | 49,47  |